# Колс, Эдвард
Эдвард Колс (англ. Edward Coles; 15 декабря 1786 — 7 июля 1868) — американский политик вирджинского происхождения, второй губернатор штата Иллинойс (1822—1826), в юности сосед и близкий друг Томаса Джефферсона и Джеймса Монро, так же личный секретарь президента Джеймса Мэдисона с 1810 по 1815 год.
Колс получил по наследству большую плантацию и рабов, но всю жизнь оставался убеждённым аболиционистов и противником рабства. В 1819 году он вместе с рабами переселился на территорию Иллинойс, где освободил 19 рабов и дал им землю. Когда Иллинойс стал штатом, Колс боролся против легализации рабства, а когда в 1822 году он стал губернатором, то призвал полностью покончить со всеми рудиментами рабства в штате.